# スラビー

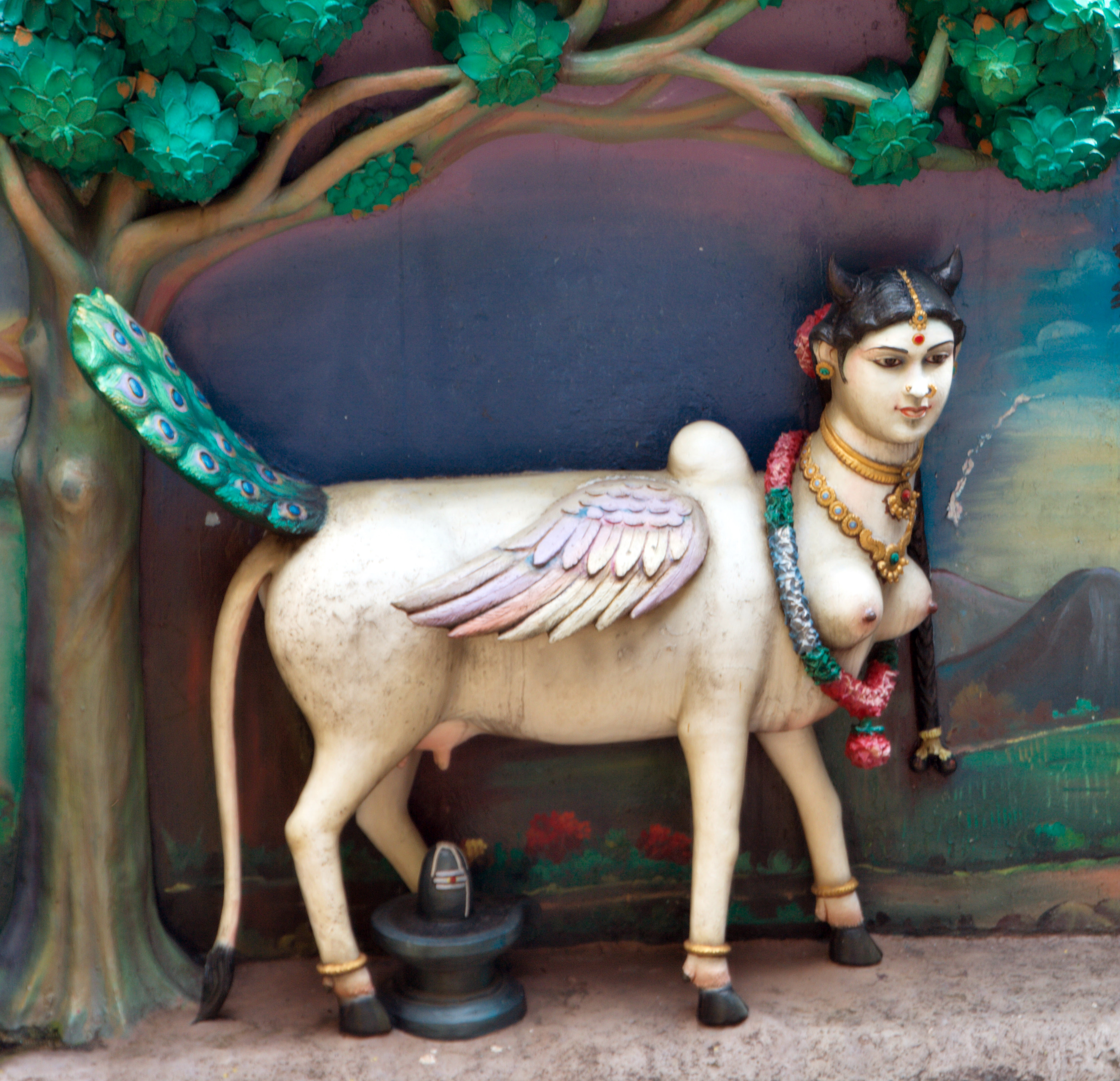
バトゥ洞窟に描かれたスラビー

スラビー（スラビとも。サンスクリット: सुरभि, Surabhī）またはカーマデーヌ（カーマドゥフとも。サンスクリット: कामधेनु [kaːməˈd̪ʱeːnʊ] Kāmadhenu）はインド神話の聖なる牝牛神。乳海攪拌で生まれた。夫は聖仙カシュヤパ、息子はシヴァ神の乗りものである白牡牛ナンディン。

## 解説

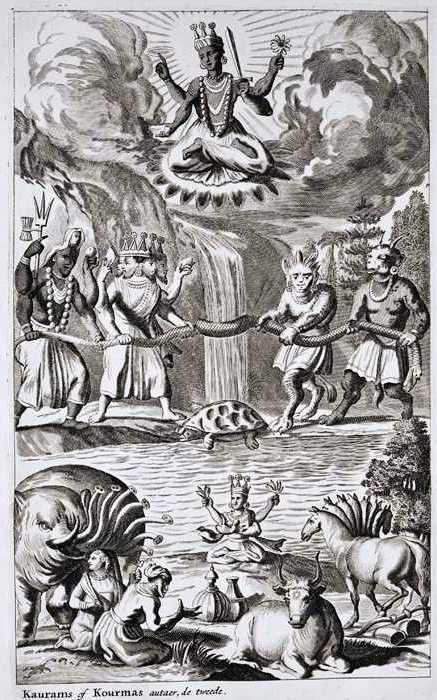
1673年に描かれた乳海攪拌

スラビーは、白い牝牛の姿、もしくは角の生えた女神の頭部を持った有翼の牝牛の姿であらわされる。
生きとし生けるもの全ての養育者であり、望みのものを溢れ出る牛乳のように授けるといわれる。

## 『マハーバーラタ』
『マハーバーラタ』では以下のような物語が伝えられている。
スラビーとカシュヤパに、ローヒニーとガンダルヴィーという娘もいた。ローヒニーは牛たちの母となり、ガンダルヴィーは馬たちの母となったという。さらに、ローヒニーの二人の娘、ヴィマラーとアナラーは家畜たちの母となったという。
ある日スラビーが、自分の子供である家畜たちが日々苦しい農作業に従事していることを嘆いた。彼女から事情を聞いたインドラが地上に雨を降らせると農家が仕事を休んだだめ、世界中の家畜が休息をとることができたという。
鳥の王ナーディージャンガがバラモンのガウタマに殺され、その遺体が火葬された時には、スラビーはブラフマーの命令を受け、天界の牛乳を出してナーディージャンガを復活させている。